# ナバータート島

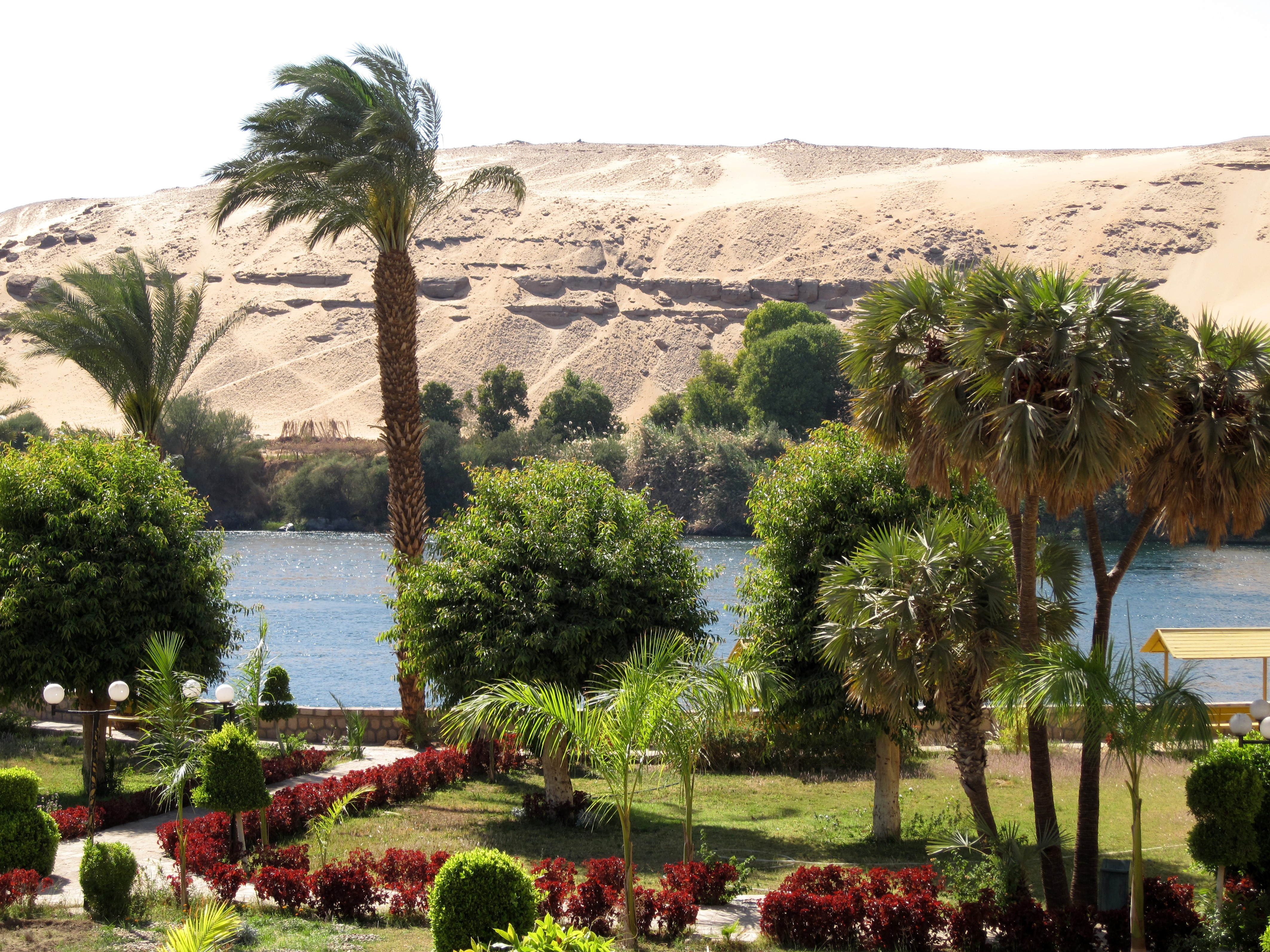
アスワン植物園のナバータート島とナイル川西岸の眺め

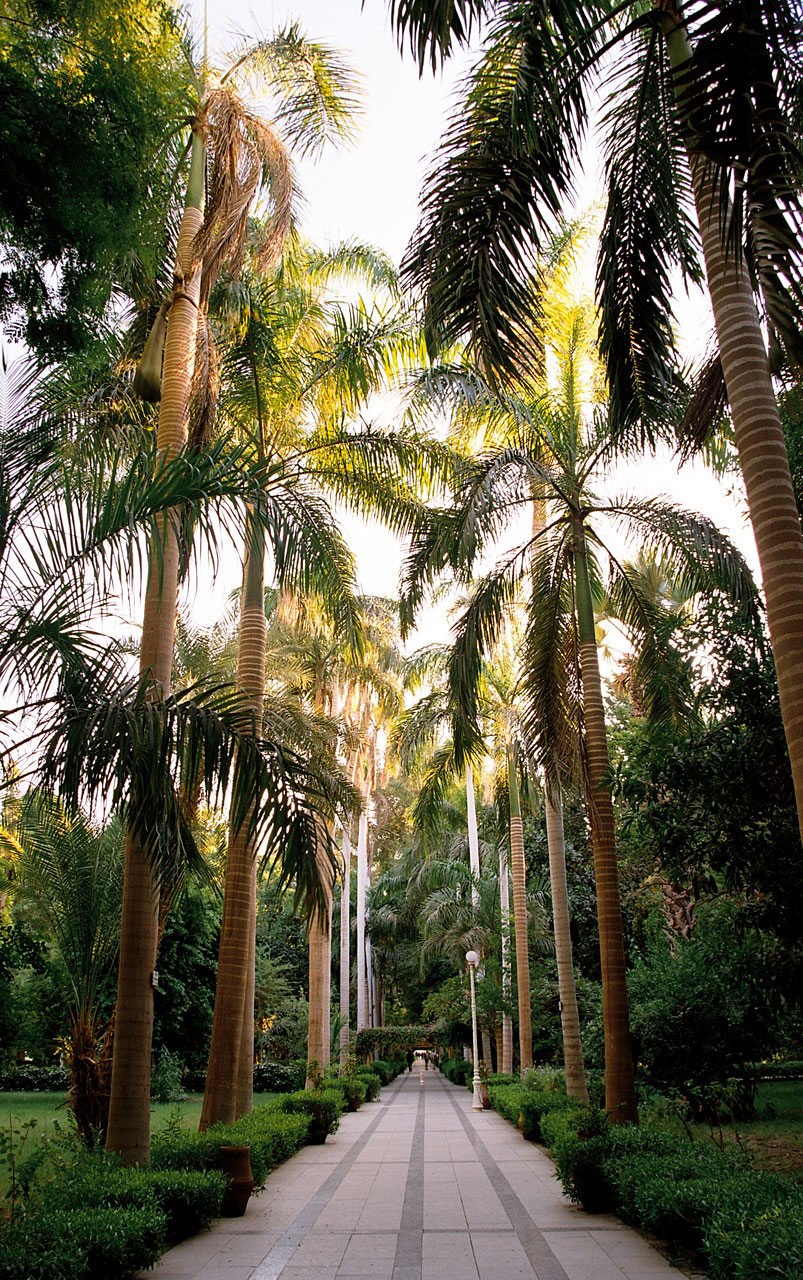
アスワン植物園内の椰子の木による並木道

ナバータート島（ナバータートとう、El Nabatat Island, アラビア語: جزيرة النباتات Geziret en-Nabatat）あるいはキッチナー島 (Kitchener's Island) は、ナイル川下流域にある川中島。エジプトのアスワン地方に位置する。島の名前は「植物の島」を意味する。楕円形の小さな島である。長径は1キロメートル未満、短径も500メートルに満たない。アスワン植物園はこの島にある。

## 地理
ナイル川に浮かぶナバータート島は、アスワンの町に近い2つの島の1つである。もう1つはエレファンティネ島であり、西のナバータート島と東のアスワンの町の間に横たわり、ナバータート島よりも大きいため、ナバータート島からアスワンの町はエレファンティネ島によって隠される。

## 歴史
島の名前は、以前はキッチナー島の名前で知られていた。この名前はこの島を個人所有していたホレイショ・ハーバート・キッチナーの名前に由来する。島は、キッチナーがエジプト総督として1911年9月29日から1914年6月までエジプトに赴任している間、彼に贈られた。
水資源灌漑省の援助を受けて、キッチナーは全長750メートル余りのこの島を、珍しい木々の楽園に改造した。多くの木はインド亜大陸から取り寄せたもので、眺めを楽しむ散歩道を張りめぐらせた庭園の中に植えられた。島はその後、エジプト政府所有の島になり、植物研究所が設置された。

## アスワン植物園
ナバータート島全域が「アスワン植物園」になっており、ここを訪れるとたくさんの種類の珍しい亜熱帯の植物や、ダイオウヤシ、パルメットヤシ（キューバサバル）といったヤシの木々を見ることができる。植物の収集はキッチナーに始まり現在も続いている。植物園の庭園は、週末のピクニックや、都会の喧騒を離れて静かな午後を楽しみたい地元の人々や観光客に人気の場所になっている。ナバータート島の南東隅には船着場があり、アスワンの町などからファルーカという小型の三角帆の船に乗ってアクセスできる。

## 景観

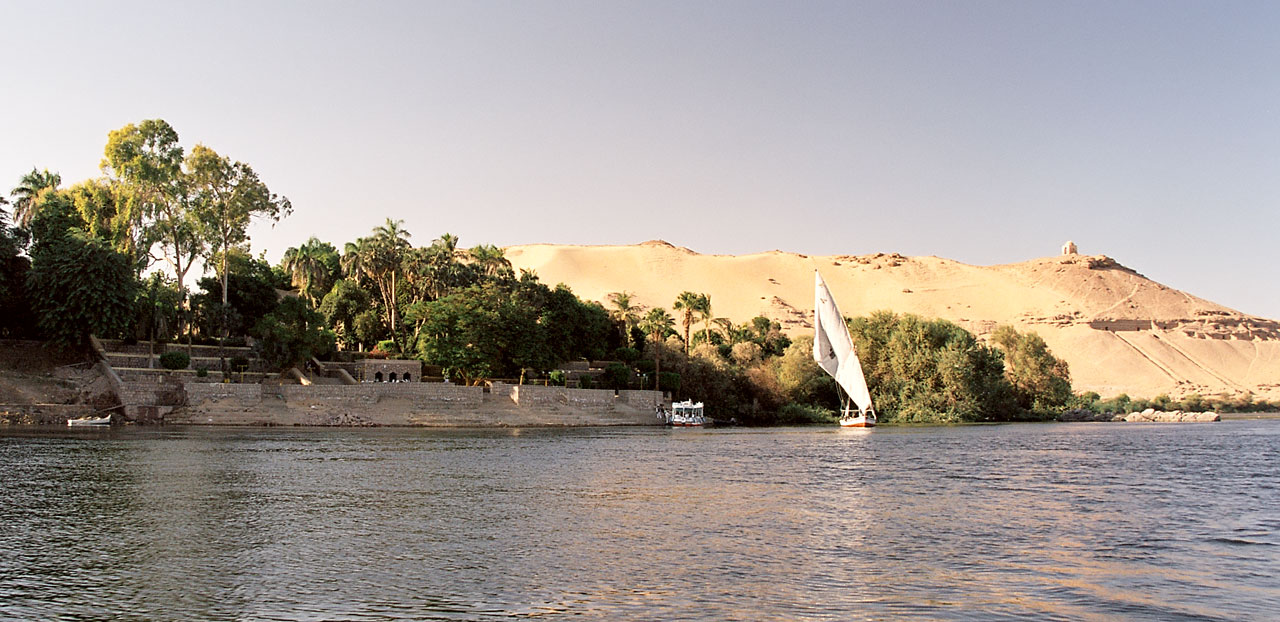
A view to the inbound felucca wharf on El Nabatat Island
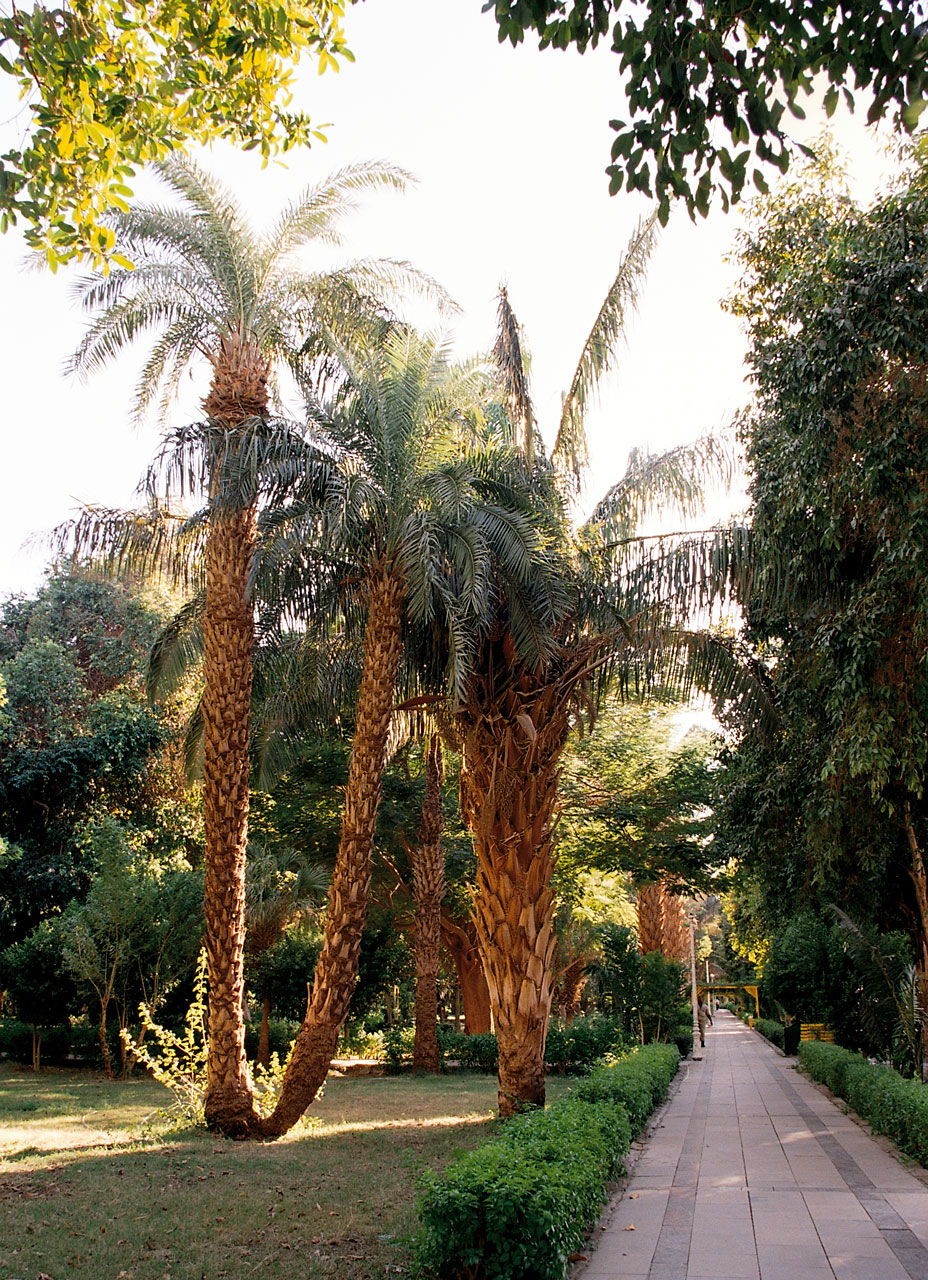
Palm trees at Aswan Botanical Garden
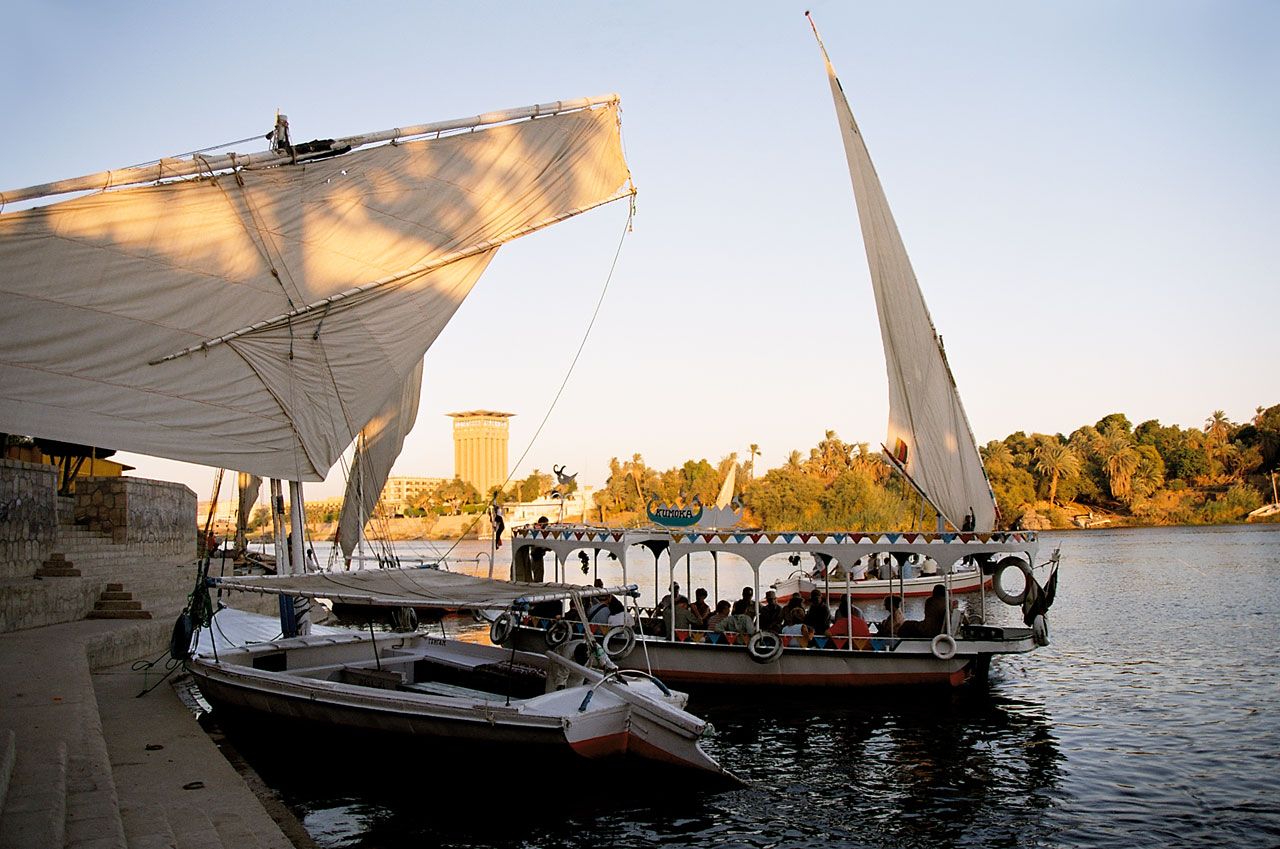
An outbound felucca wharf on El Nabatat Island
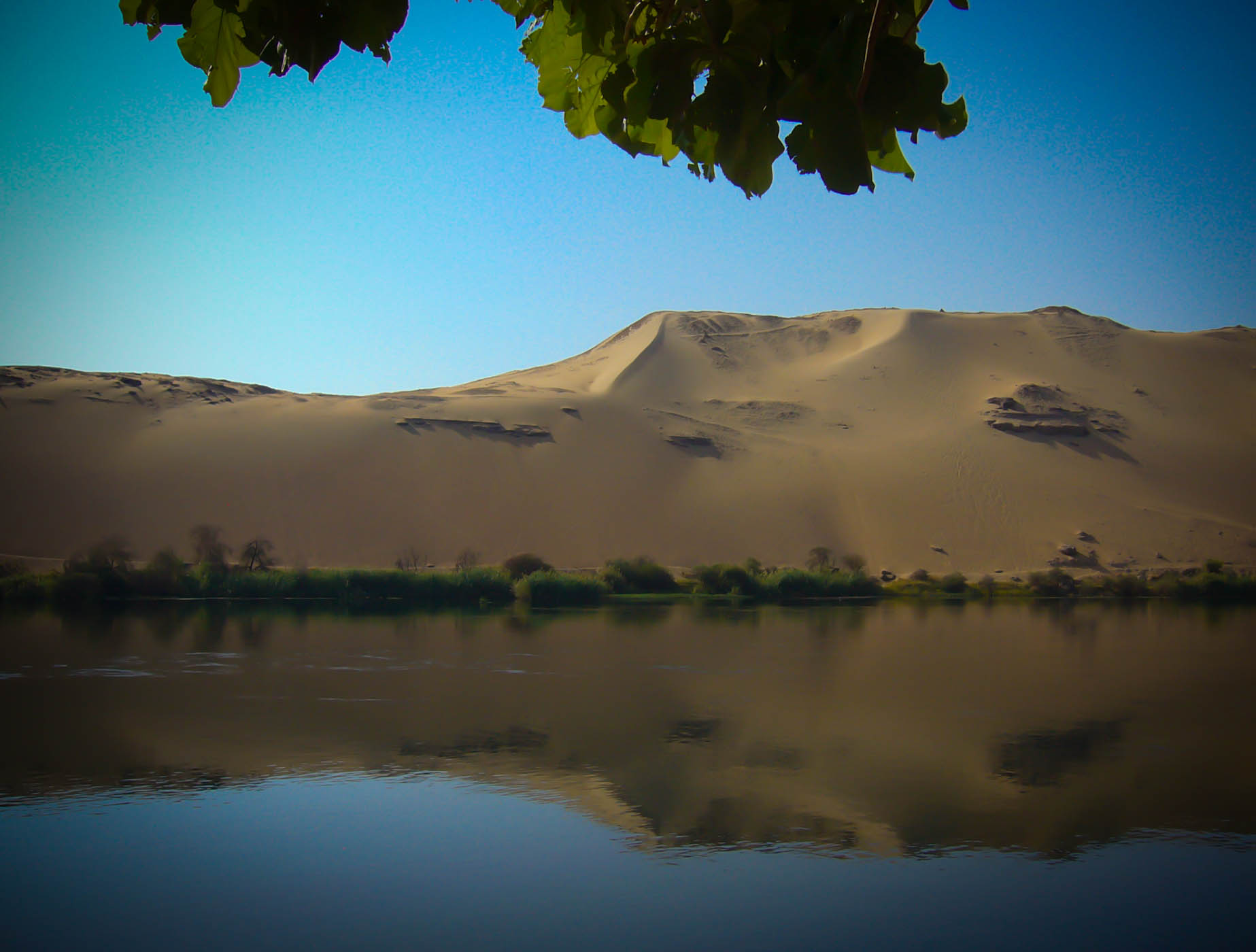
A view to Nile's west bank  from El Nabatat Island